# Кассини, Игорь
Игорь Александрович Лоевский, более известный под именем Игорь Кассини (Igor Cassini; 15 сентября 1915, Севастополь, Таврическая губерния — 5 января 2002, Нью-Йорк, Нью-Йорк) — американский журналист.

## Биография
Родился в Севастополе 15 сентября 1915 года в семье русского дипломата Александра Лоевского и графини Маргариты Кассини, дочери А. П. Кассини. После революции семья переехала в Италию, во Флоренцию. В 1936 году вместе с родителями и старшим братом Олегом, позже ставшим известным модельером одежды, переехал в США.
Вскоре после переезда в США стал корреспондентом газеты «Вашингтон Таймс-Геральд» и описывал жизнь известных американских семей. Позже стал журналистом и обозревателем светской хроники в газетах Уильяма Херста и получил в газете «Нью-Йорк Джорнал-Америкен» должность редактора отдела, посвященного высшему американскому обществу. Публиковал свои статьи псевдонимом Чолли Никкербокер.
Основал Le Club в Нью-Йорке, членом которого с 1960 года является Дональд Трамп. Был представителем Рафаэля Трухильо, руководителя Доминиканской республики.

## Семья
Отец — граф Александр Лоевский, русский дипломат, мать — графиня Маргарита Кассини, итальянско-русская аристократка. Дед по материнской линии, Артуро Паоло Никола (Артур Павлович) Кассини, маркиз де Капуццучи ди Болонья, граф Кассини, был русским послом в Соединенных Штатах во время правления Уильяма Маккинли и Теодора Рузвельта.
Старший брат — Олег Кассини, модельер, наиболее известный нарядами для первой леди США Жаклин Кеннеди.
Был женат пять раз. В 1968—1972 годах его женой была актриса и модель Надя Кассини. Родственники: дочь Марина; сыновья — Александр, Николай и Димитрий; четыре внука; два правнука.